# 기타나가오카역
기타나가오카역(일본어: 北長岡駅)은 일본 니가타현 나가오카시에 있는, 동일본 여객철도의 철도역이다. 신에쓰 본선이 지나간다.

## 역 구조
섬식 1면 2선 구조의 지상역이다. 역사와 승강장은 과선교로 이어져 있다.
무인역이며, 간이 스이카 개찰구가 있다.

### 승강장
| 1 | ■ 신에쓰 본선 | 히가시산조 · 니쓰 · 니가타 방면 |
| 2 | ■ 신에쓰 본선 | 나가오카 방면                   |

## 역세권 정보
- 국도 제352호선

## 역사
- 1915년 11월 1일 - 일본국유철도 신에쓰 본선의 조오카역으로 개업하였다.
- 1951년 7월 20일 - 지역 주민들의 요청으로 기타나가오카역으로 바뀌었다.
- 1987년 4월 1일 - 민영화에 따라 동일본 여객철도의 소속이 되었다.

## 인접역
| 동일본 여객철도 신에쓰 본선 | 동일본 여객철도 신에쓰 본선 | 동일본 여객철도 신에쓰 본선 |
| --------------------------- | --------------------------- | --------------------------- |
| 나가오카 나오에쓰 방면      | ■ 보통                      | 오시키리 니가타 방면        |